# Pesquisas sobre a clamídia
A pesquisa de clamídia é o estudo sistemático dos organismos do grupo taxonômico de bactérias Chlamydiae, os procedimentos de diagnóstico para tratar infecções, a doença clamídia, infecções causadas pelos organismos, a epidemiologia da infecção e o desenvolvimento de vacinas. O processo de pesquisa pode incluir a participação de vários pesquisadores que colaboram com organizações distintas, entidades governamentais e universidades.

## Financiamento
O Centro de Controle e Prevenção de Doenças (CDC) do governo dos EUA oferece financiamento para pesquisar a biologia, fisiologia, epidemiologia, desenvolvimento de vacinas, publicar revisões sistemáticas de espécies de Chlamydia. Outras fontes de financiamento incluem a Coalizão Nacional de  Pesquisas Sobre a Clamídia (em língua inglesa: National Chlamydia Coalition).

## NIAID
NIAID realiza pesquisas nos Rocky Mountain Laboratories em Hamilton, Montana, esta instalação está desenvolvendo uma vacina para prevenir a infecção por Chlamydia trachomatis. A vacina que está sendo testada é uma vacina de componente único projetada para proteger contra todas as 15 variedades de clamídia. Estudos já mostraram que a vacina pode impedir que as células de laboratório sejam infectadas.
As pesquisas continuam a determinar a composição genética do organismo. Cientistas apoiados pelo NIAID determinaram o genoma completo (plano genético) para C. trachomatis.

## Instituto Max Planck de Biologia de Infecções
Esta instituição continua sua pesquisa sobre a infecção por clamídia. O Instituto publicou mais de 140 estudos relacionados à clamídia.

## Universidade de Tecnologia de Queensland
Existem projetos de pesquisa em várias áreas, incluindo: desenvolvimento de uma vacina humana para doenças sexualmente transmissíveis por clamídia envolvendo mecanismos básicos de regulação, incluindo a importância das proteases de clamídia. As infecções por clamídia na vida selvagem fazem parte da pesquisa sobre clamídia, particularmente genômica de coalas e estudos de regulação de genes em clamídia
Uma lista de amostra de publicações primárias.
10.1111/j.1574-695X.2011.00843.x
10.1186/1471-2334-6-152

## Universidade de Southampton Reino Unido
O desenvolvimento de vacinas continua em muitas áreas e instituições independentes.

## Vacina
A pesquisa de vacinas está em andamento em ambientes independentes e institucionais.

## Estudos clínicos
Um estudo clínico envolve pesquisas usando voluntários humanos (também chamados de participantes) que se destinam a aumentar o conhecimento médico. Existem dois tipos principais de estudos clínicos: ensaios clínicos (também chamados de estudos de intervenção) e estudos observacionais.

### Testes clínicos
Ensaios clínicos são usados por pesquisadores que investigam a eficácia de intervenções ou protocolos na epidemiologia, detecção, prevenção e tratamento de infecções por clamídia. As intervenções são o uso de produtos médicos, medicamentos. dispositivos; procedimentos ou mudanças no comportamento dos participantes. Os efeitos nos participantes são medidos e comparados com estudos anteriores, placebo ou uma nova abordagem médica ou nenhuma intervenção. Os Institutos Nacionais de Saúde apoiam pesquisas em andamento no estudo da infecção por clamídia. Pelo menos 113 estudos foram iniciados em 2015. Um exemplo foi o ensaio clínico de profilaxia ocular em recém-nascidos na prevenção da conjuntivite neonatal causada por Chlamydia trachomatis

### Estudos observacionais
A pesquisa relacionada à clamídia pode assumir a forma de um estudo observacional. Esse tipo de estudo avalia os resultados em grupos de participantes de acordo com um plano ou protocolo de pesquisa. Os voluntários do estudo podem receber intervenções como produtos médicos, medicamentos, dispositivos ou procedimentos como parte de seus cuidados médicos de rotina. Os voluntários neste tipo de estudo não são designados para intervenções específicas como em um ensaio clínico. Um exemplo de um estudo observacional sobre infecção por clamídia foi "Teste não invasivo de doenças sexualmente transmissíveis (DST) em mulheres que procuram contracepção de emergência ou teste de gravidez na urina: atendendo às necessidades de uma população em risco" em 2010. Estudos observacionais empregam o uso de estudos de controle randomizado.

## Estudos de caso
Um estudo de caso que pesquisa a prevalência e prevenção da clamídia pode representar muitas coisas. Muitas vezes envolve contato pessoal e uma história detalhada dos participantes, juntamente com um extenso exame físico. Incluído em estudos de caso de infecção por clamídia e os resultados do caso incluem suas condições contextuais relacionadas. Os estudos de caso de clamídia também podem ser produzidos seguindo um método formal de pesquisa. Esses estudos de caso provavelmente aparecerão em locais formais de pesquisa, como periódicos e conferências profissionais e e ciência administrativa.
Ao fazer uma pesquisa de estudo de caso, o "caso" (case) que está sendo estudado pode ser um indivíduo, organização, evento ou ação, existente em um tempo e lugar específicos. Por exemplo, a ciência clínica produziu estudos de caso bem conhecidos de indivíduos e também estudos de caso de práticas clínicas.

## Pesquisa baseada em evidências
Os estudos de medicina baseada em evidências da clamídia otimizam a tomada de decisões empregando o uso de informações baseadas em pesquisas bem projetadas. Essa abordagem ao estudo da clamídia exige que apenas pesquisas realizadas a partir de meta-análises, revisões sistemáticas e ensaios controlados randomizados ) possam produzir recomendações amplamente aplicadas.
Alguns exemplos de pesquisas baseadas em evidências sobre clamídia incluem:
- Chlamydia trachomatis e micoplasmas genitais: patógenos com impacto na Saúde Reprodutiva Humana. Ljubin-Sternak S, Meštrović T.

Jornal Pathog. 2014;2014:183167. doi: 10.1155/2014/183167. Epub (2014 31 de dezembro).
- Triagem para Gonorreia e Clamídia: Revisão Sistemática para Atualizar as Recomendações da Força-Tarefa de Serviços Preventivos dos EUA [Internet].

Nelson HD, Zakher B, Cantor A, Deagas M, Pappas M. Rockville (MD): Agência para Pesquisas em cuidados de saúde e qualidade (EUA); Setembro de 2014